# Віти
Віти (пол. Wity) — село в Польщі, у гміні Калушин Мінського повіту Мазовецького воєводства.
Населення — 104 особи (2011).
У 1975-1998 роках село належало до Седлецького воєводства.

## Демографія
Демографічна структура станом на 31 березня 2011 року:
|          | Загалом | Допрацездатний вік | Працездатний вік | Постпрацездатний вік |
| -------- | ------- | ------------------ | ---------------- | -------------------- |
| Чоловіки | 54      | 11                 | 40               | 3                    |
| Жінки    | 50      | 10                 | 31               | 9                    |
| Разом    | 104     | 21                 | 71               | 12                   |